# فايز حجاب
فايز حجاب (15 مايو 1931 - 29 أبريل 1996) هو مخرج وممثل ومؤلف مصري.

## حياته ونشأته
من مواليد قرية القنابات بمحافظة الشرقية في 15 مايو 1931، درس التجارة التكميلية وإلتحق بعدها بالمعهد العالي للسينما سرا، حيث كانت أسرته تعترض علي العمل الفني، وتخرج منه عام 1957. عمل في شركة مصر للطيران كضابط حركة. تزوج من السيدة عفاف عبد الله عام 1959 وأنجب ثلاثة أبناء. كانت بداية مسيرته الفنية حين شارك بالتمثيل في فيلم «هاء 3» للمخرج عباس كامل عام 1961، بينما كانت أول أعماله كمخرج عام 1965 من خلال مسرحية «أنا فين وإنتي فين» التي أخرجها فؤاد المهندس على للمسرح وأخرجها فايز حجاب للتليفزيون، لتتوالى بعدها أعماله والتي من أبرزها مسلسل «برديس» عام 1985 والذي تسبب في خصم مبلغ 2250 جنيه مصري حيث أكتشف مسئولي المتابعة جزء من الحلقة الأولى للمسلسل يحتوي لقطة إعلانية.
وافته المنية في 29 أبريل عام 1996 عن عمر يناهز 65 سنة، وكان مجموع أعماله 74 عملاً بين الإخراج السينمائي والتلفزيوني، والتأليف والتمثيل.

## أهم أعماله في الإخراج
مسلسل «ماتش التعادل» بطولة محمد رضا وليلى فهمي وزين العشماوي عام 1963.
مسلسل «برديس» بطولة نيللي وحسن يوسف عام 1985.
مسلسل «الزنكلوني» بطولة محمد رضا وآثار الحكيم عام 1987.
مسرحية «البراشوت» إخراج تليفزيوني عام 1991.
مسلسل «ما وراء النهر» بطولة يوسف شعبان ومادلين طبر عام 1996.

## وصلات خارجية
- فايز حجاب على موقع IMDb (الإنجليزية)
- فايز حجاب على موقع الدهليز
- فايز حجاب على موقع قاعدة بيانات الأفلام العربية
- فايز حجاب نسخة محفوظة 15 فبراير 2022 على موقع واي باك مشين. على موقع كاروهات